# Cabaret Cartwright

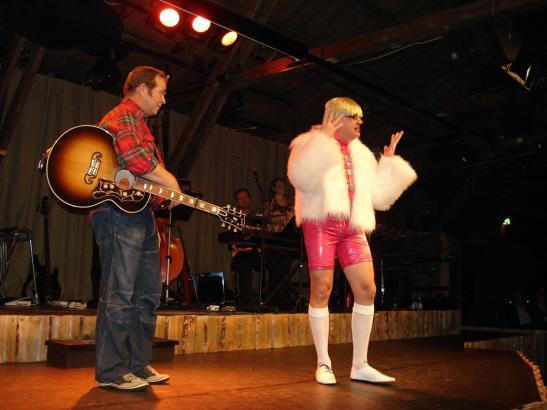
Per som ingen äkta cowboy och Knut som designer ska göra Per till riktig cowboy

Cabaret Cartwright är en krogshow med After Shave och Anders Eriksson. I denna show får vi möta Bröderna Cartwright i lite annorlunda skepnad. Showen består av sång, musik, dans samt även en munspelsskola ledd av gruppen.
Premiären ägde rum den 4 oktober 2007 och den spelades 3 säsonger på Kajskjul 8. Sessionen på kajskjulet avslutades med fyra föreställningar i januari 2009. Under våren 2009 hade gruppen framträdanden med showen på lite olika platser runt om i landet innan den i april återvände till Göteborg, då till Lorensbergsteatern.
Under oktober 2009 gästspelade man på Factory i Nacka Strand, Stockholm, och under november/december på Hasses lada i Båstad.

## Roller
- Ben Cartwright – Anders Eriksson
- Hoss Cartwright – Knut Agnred
- Little Joe Cartwright – Per Fritzell
- Adam Cartwright – Jan Rippe

- Den ofattbara orkestern med cowboy-blås.